# Marco Bouchard

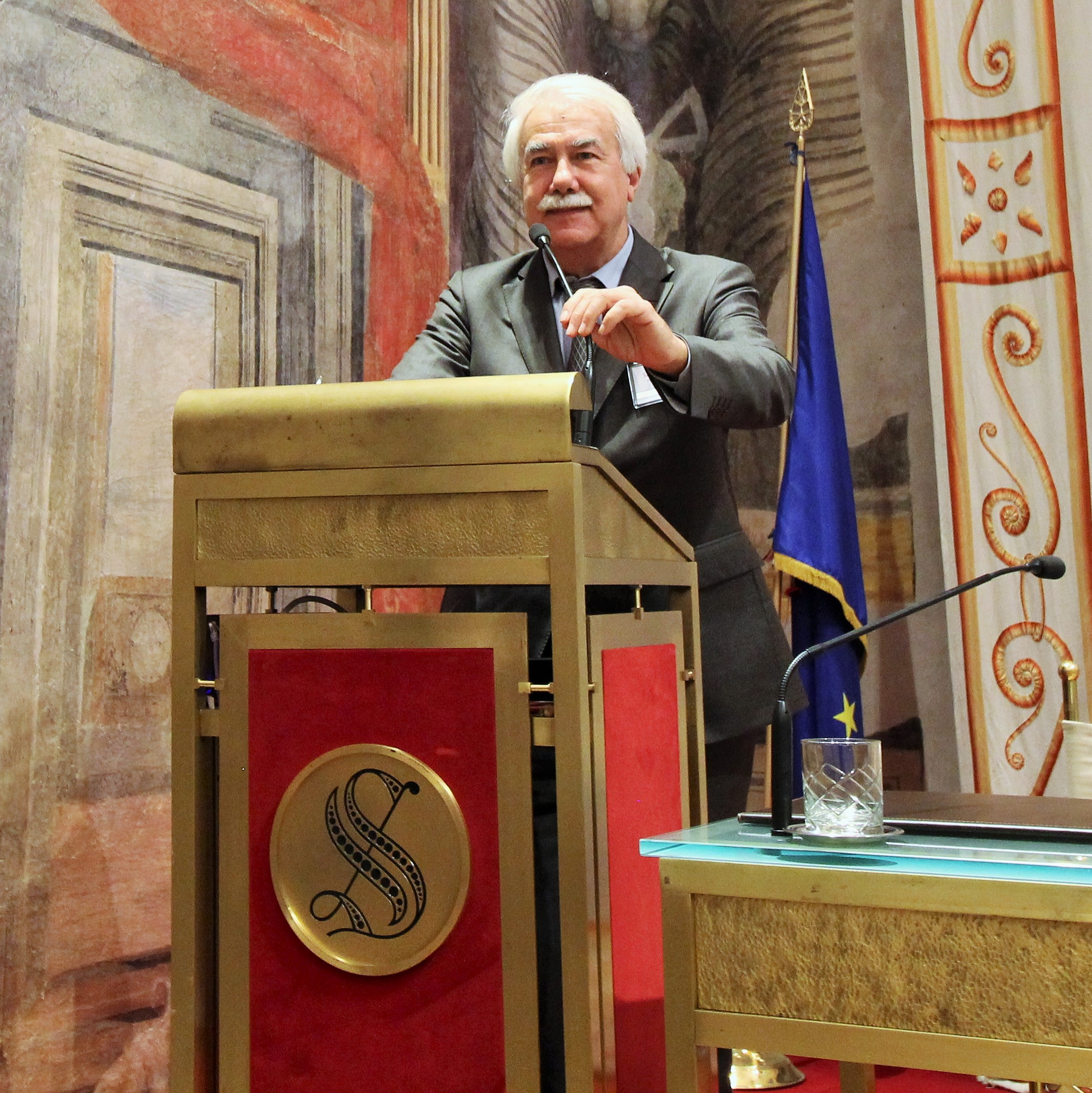
Marco Bouchard presso la sala Zuccari del Senato della Repubblica Italiana in occasione di un incontro di Rete Dafne Italia nel 2019

Marco Bouchard (Pomaretto, 24 aprile 1956) è un ex magistrato italiano, presidente onorario della Rete Dafne Italia, rete nazione per l'assistenza alle vittime di reato.

## Biografia
Figlio di Elsa Massel e di Gustavo Bouchard, pastore della Chiesa valdese, fratello di Daniela e Eliana Bouchard, vive e lavora a Firenze. Ha un figlio, Matteo, che vive a Torino.
È entrato in magistratura nel 1985. Ha svolto funzioni di giudice minorile, pubblico ministero e di presidente di una sezione penale.
È stato uno dei fondatori del primo ufficio italiano di mediazione penale a Torino nel 1991.
È stato docente di diritto penale presso l'Università del Piemonte orientale e responsabile della formazione dei magistrati per i distretti di Corte d'Appello di Torino e di Firenze. 
Nel 2008 è stato uno dei fondatori di Rete Dafne Torino, primo servizio italiano di assistenza alle vittime di reato conforme alla normativa europea. 
Nel 2010 ha presieduto il Sinodo delle Chiese valdesi e metodiste.
Nel 2018 ha contribuito alla nascita dell'Associazione Rete Dafne Italia di cui  Marcello Maddalena  è Presidente onorario.
Nel 2020 è andato in pensione.
Nel 2021 ha pubblicato, per la casa editrice Il Nuovo Melangolo, il libro "Vittime al bivio. Tra risentimenti e bisogno di riparazione".
Ora è Presidente di Rete Dafne Italia.

## Opere
- Dare un posto al disordine, a cura di, Torino, Edizioni Gruppo Abele, 1995
- Una giustizia minore, a cura di, Torino, Edizioni Gruppo Abele, 1997, ISBN 9788876703027
- Quando un bambino viene allontanato. Diritti del bambino, diritti degli altri, a cura di, Milano, Franco Angeli, ISBN 9788846404589
- La giustizia del quotidiano, a cura di con Livio Pepino, Torino, Edizioni Gruppo Abele, 1999. ISBN 8876703357
- Prospettive di mediazione, a cura di con Giovanni Mierolo, Torino, Edizioni Gruppo Abele, 2000. ISBN 88-7670-354-3
- Le vittime del reato nel processo penale, con Annamaria Baldelli, Torino, UTET, 2003. ISBN 9788802059884
- Offesa e riparazione. Per una nuova giustizia attraverso la mediazione, con Giovanni Mierolo, Milano, Bruno Mondadori, 2005. ISBN 9788842492627
- Sul perdono. Storia della clemenza umana e frammenti teologici, con Fulvio Ferrario, Milano, Bruno Mondadori, 2008, ISBN 9788842420170
- 5 variazioni sul credere, a cura di, Torino, Edizioni Gruppo Abele, 2014. ISBN 9788865790793
- Credere e appartenere. Monaci, eretici, mercenari, Torino, Edizioni Gruppo Abele, 2014. ISBN 9788865790724
- Vittime al bivio. Tra risentimenti e bisogno di riparazione, Genova, il nuovo melangolo, 2021 ISBN 978-8869833021
- La giustizia riparativa, con Fabio Fiorentin, Torino, Giuffrè, 2024, ISBN 978-8828845317